# 儲大文
儲大文（1665年—1743年），字六雅，號畫山，江南宜興人。清朝翰林。

## 生平
儲大文為進士儲方慶之子，生性聪颖，善古文，姜宸英見其文，嘆為曠代奇才。康熙五十三年（1714年）中舉人，康熙六十年（1721年）辛丑科高中會元，殿試位列二甲第三十八名，賜進士出身。改翰林院庶吉士。散館，授編修。後告歸，主维扬安定書院講席。

## 著作
著有《存硯樓文集》。曾纂《山西通志》。

## 家族
弟儲郁文、儲雄文中同榜進士。弟儲在文，康熙四十八年進士。